# Морис (Чиуауа)
Морис (исп. Moris) — посёлок в Мексике, штат Чиуауа, входит в состав одноимённого муниципалитета и является его административным центром. Численность населения, по данным переписи 2010 года, составила 1799 человек.

## Общие сведения
Поселение было основано миссионером-иезуитом Луисом Мария Пинело в 1690 году, который заимствовал название, у протекающей здесь реки. В 1697 году миссия была разрушена восставшими индейцами, но восстановлена в 1702 году.